# GINETEX
GINETEX (от фр. Groupement International d’Etiquetage pour l’Entretien des Textiles) — международная ассоциация по разработке маркировки символов по уходу за текстильными изделиями. Является правопреемником международных симпозиумов по маркировке текстиля, основанных в конце 1950-х годов. Основана в 1963 году в Париже, где и находится в настоящее время её штаб-квартира.
GINETEX разработала применяемые в большинстве стран мира системы маркировки для текстиля, основанные на символах. Система маркировки изделий из текстиля даёт потребителям информацию по правильному уходу и обработке текстильных изделий.
Пиктограммы используют зарегистрированные товарные знаки в большинстве стран и являются собственностью GINETEX.
GINETEX разрабатывает и продвигает систему символов по маркировке изделий из текстиля и координирует свою техническую подготовку на международном уровне.
GINETEX объединяет большое количество национальных организаций в качестве членов. Эти организации представляют лёгкую промышленность, розничную торговлю и другие заинтересованные стороны. Членами GINETEX являются: Австрия, Бельгия, Бразилия, Чешская Республика, Дания, Финляндия, Франция, Германия, Греция, Италия, Нидерланды, Португалия, Словения, Испания, Швейцария, Тунис, Турция, Великобритания.